# Автошлях E61
Європейський маршрут Е61 — європейський автомобільний маршрут категорії А, що з'єднує Філлах (Австрія) і Рієку (Хорватія).
Увесь маршрут, за винятком невеликої ділянки в південній Словенії, є автомагістраллю.

## Міста, через які проходить маршрут
- Австрія: Філлах — Караванкенський тунель — *  Словенія: Накло — Любляна — Постойна — Сежана — *  Італія: Фернетті — Трієст — *  Словенія: Козіна — *  Хорватія: Рієка

Е61 пов'язаний з маршрутами
|  | - E55 - E66 - E652 |  | - E70 - E751 - E65 |

## Фотографії

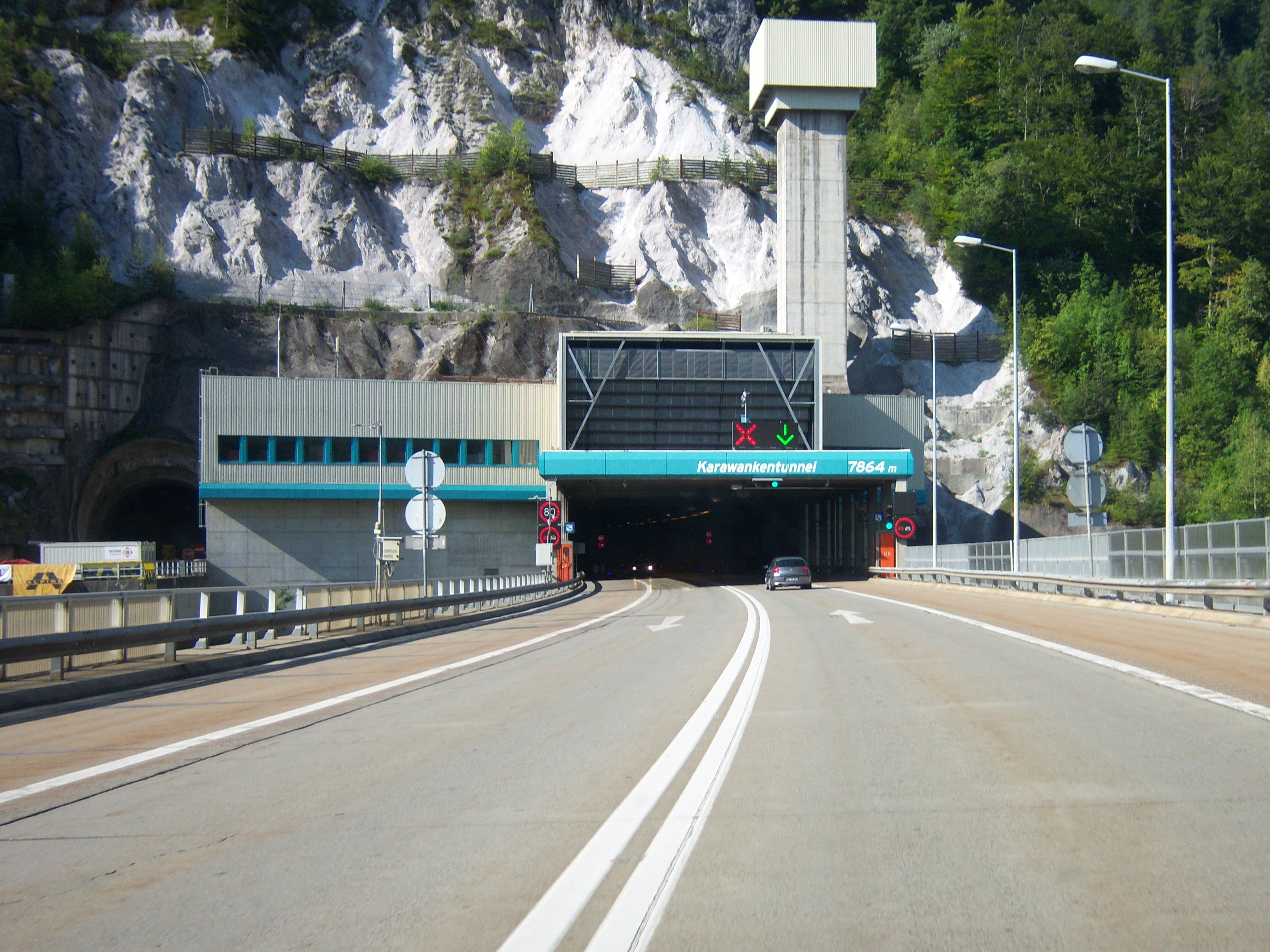
В'їзд в Караванкенський тунель, що перетинає австро-словенський кордон
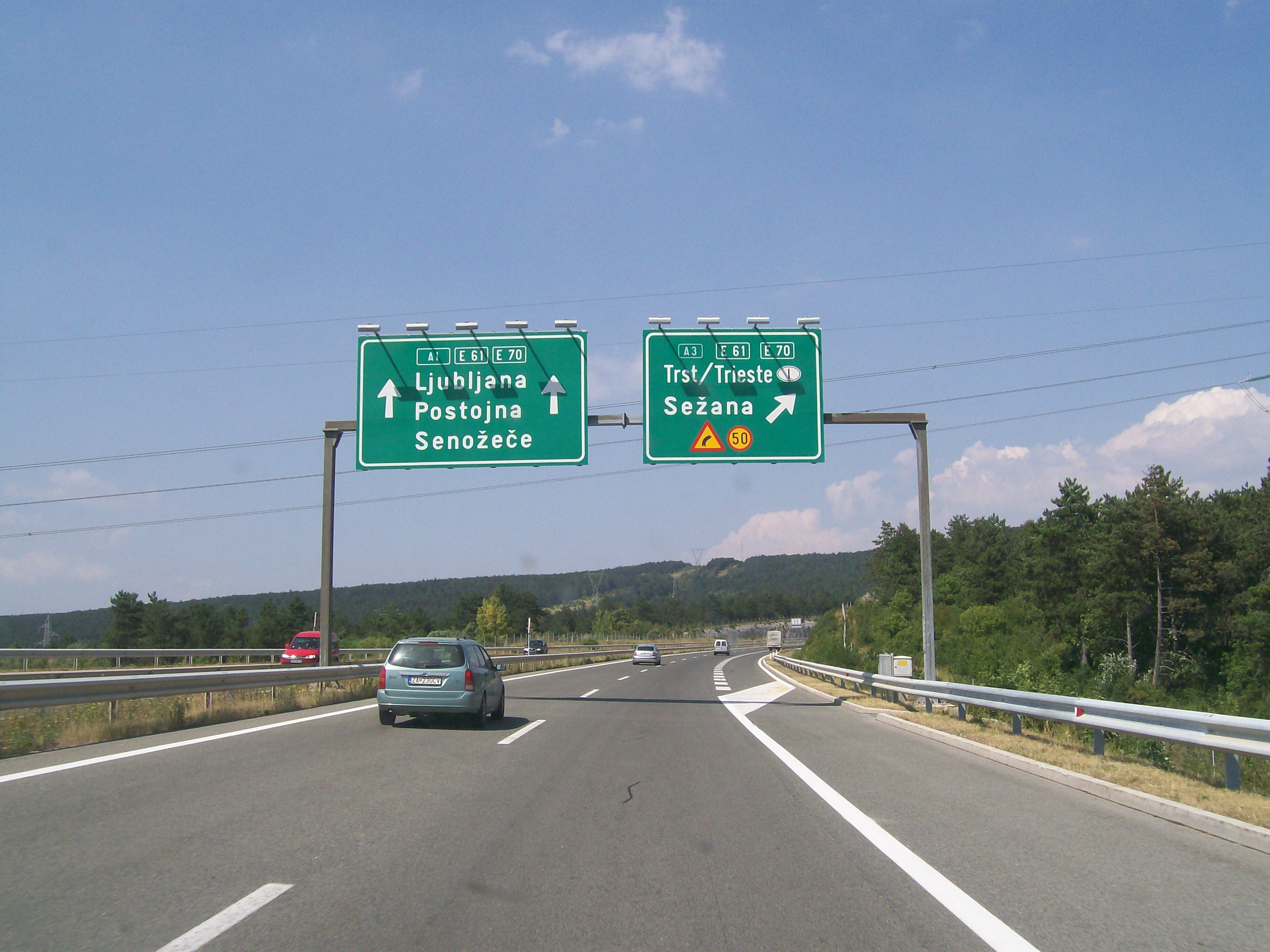
Е61 в Словенії